# Анаксимен (лунный кратер)
Кратер Анаксимен (лат. Anaximenes) — древний ударный кратер у северо-западного края видимой стороны Луны. Название присвоено в честь древнегреческого философа Анаксимена Милетского (585/560 — 525/502 до н. э.) и утверждено Международным астрономическим союзом в 1935 г. Образование кратера относится к донектарскому периоду.

## Описание кратера

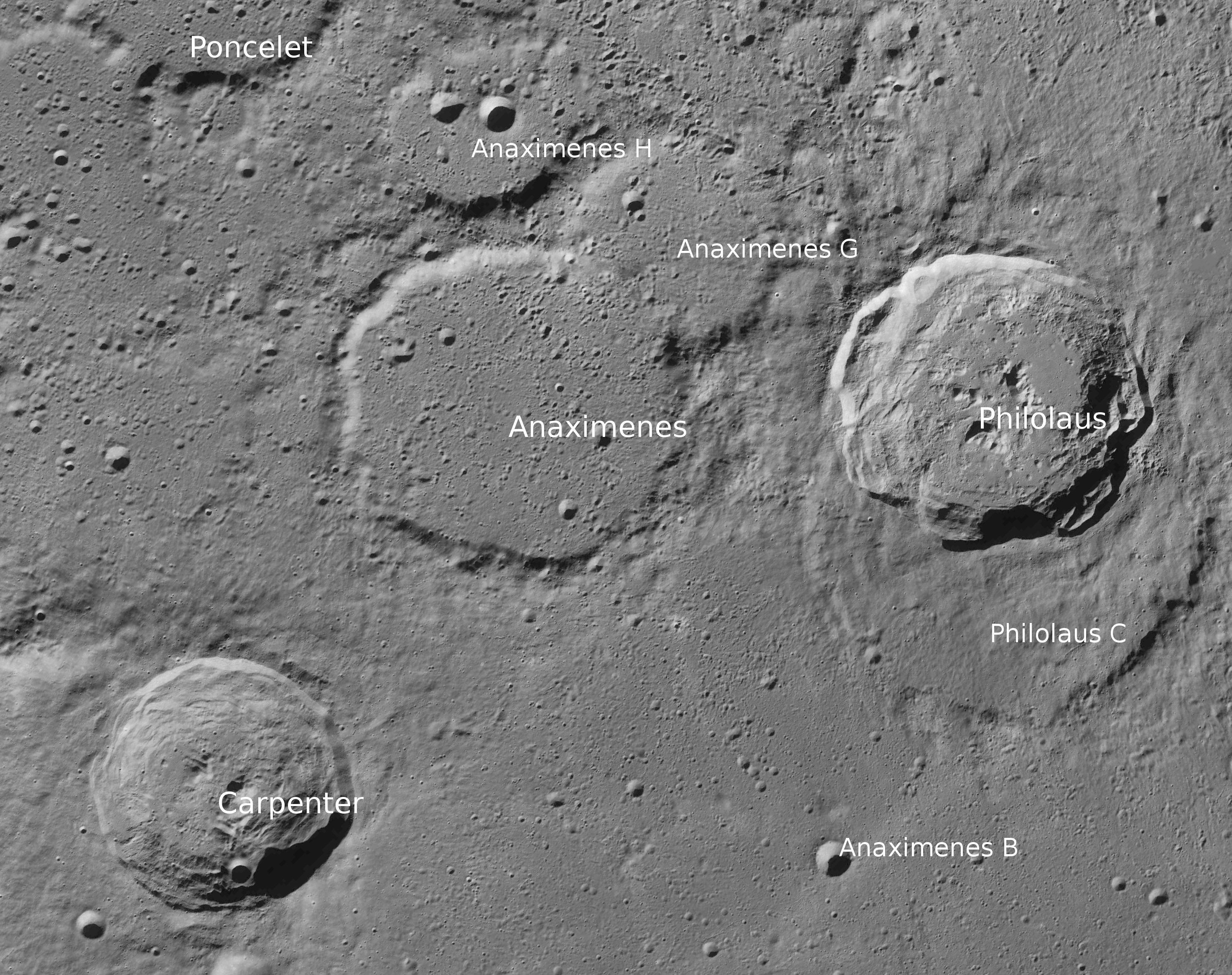
Окрестности кратера Анаксимен. Снимок зонда Lunar Reconnaissance Orbiter.

Ближайшими соседями кратера являются кратер Понселе на северо-западе, кратер Филолай на востоке и кратер Карпентер на юго-западе. Селенографические координаты центра кратера 72°29′ с. ш. 44°59′ з. д. / 72,49° с. ш. 44,98° з. д., диаметр 81,1 км, глубина 0,88 км.
Разрушенный за время своего существования вал кратера имеет вид циркулярного хребта. Вал значительно ниже в северо-восточной части, где кратер частично перекрывает сателлитный кратер Анаксимен G. В юго-восточной части, где кратер соединяется с безымянной равниной, имеются разрывы. Наибольшая высота вала над окружающей местностью составляет 1360 м. Центральный пик отсутствует, дно чаши кратера сравнительно ровное, испещрено множеством мелких кратеров c максимальным диаметром 2-3 км. В чаше кратера располагается яркая линия, простирающаяся в направлении Моря Холода. Объём кратера составляет приблизительно 5900 км³.

## Сателлитные кратеры

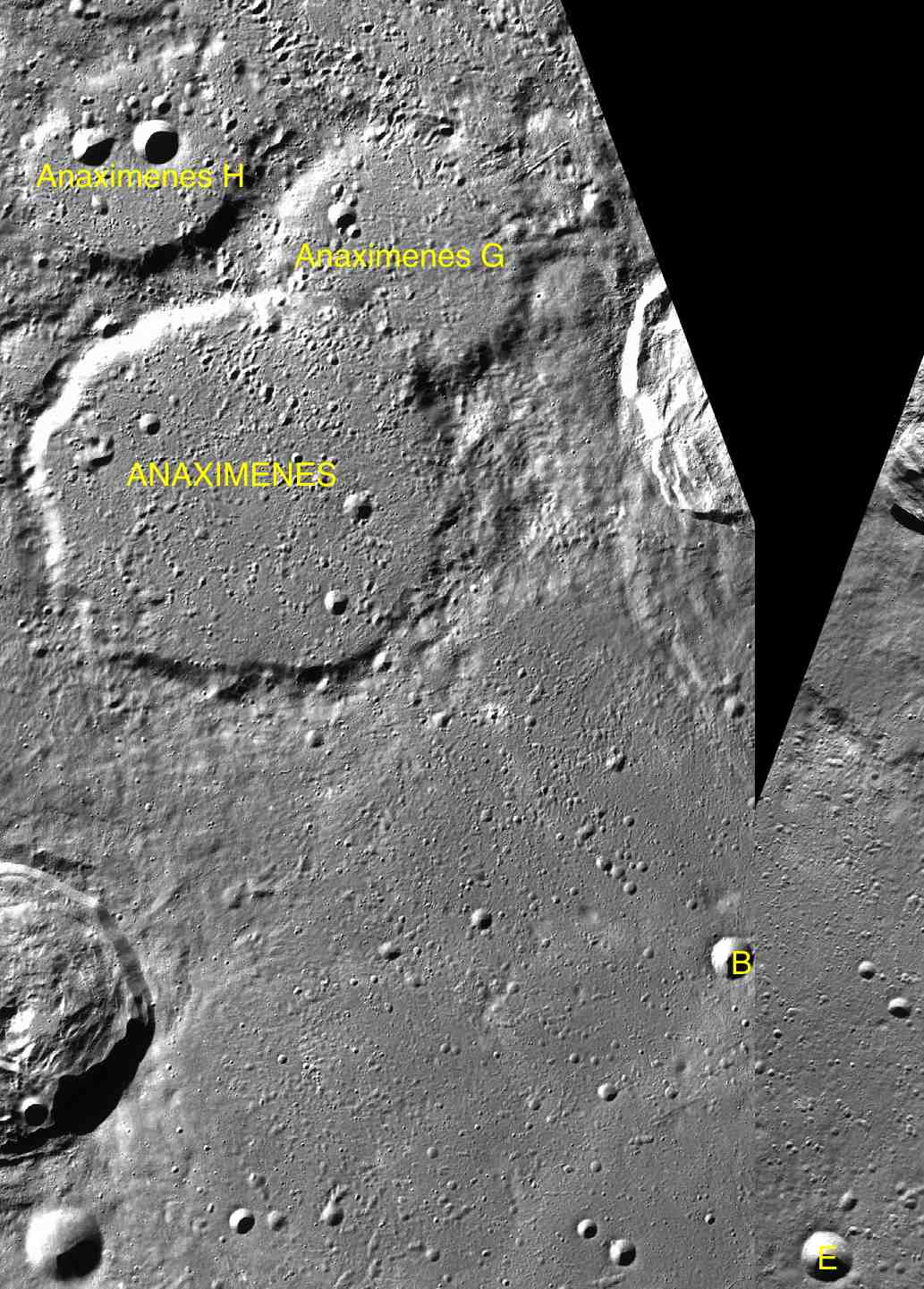
Фрагменты карт LAC-2, LAC-3.

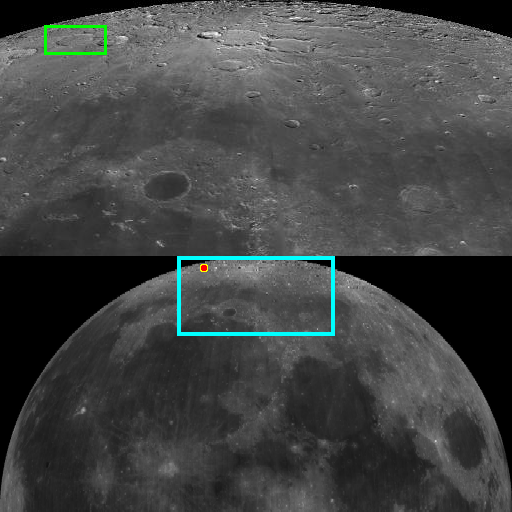
Месторасположение кратера

| Анаксимен | Координаты                                            | Диаметр, км |
| --------- | ----------------------------------------------------- | ----------- |
| B         | 68°56′ с. ш. 38°04′ з. д. / 68,94° с. ш. 38,06° з. д. | 8,3         |
| E         | 66°35′ с. ш. 31°28′ з. д. / 66,58° с. ш. 31,46° з. д. | 10,0        |
| G         | 73°45′ с. ш. 40°30′ з. д. / 73,75° с. ш. 40,5° з. д.  | 51,2        |
| H         | 74°38′ с. ш. 45°42′ з. д. / 74,64° с. ш. 45,7° з. д.  | 42,7        |